# 密室逃脱

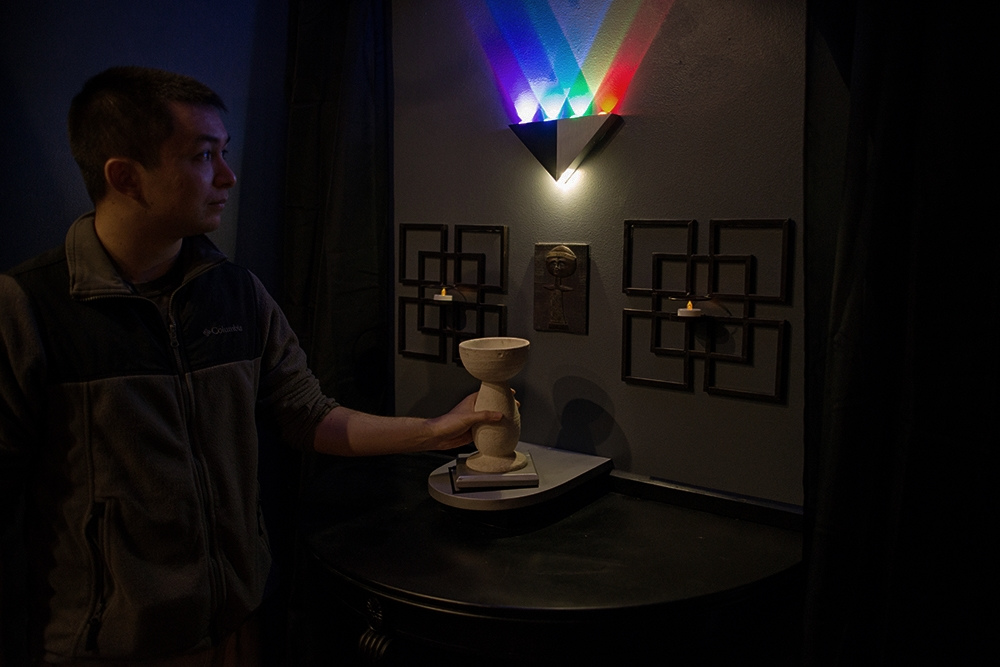
真人密室遊戲

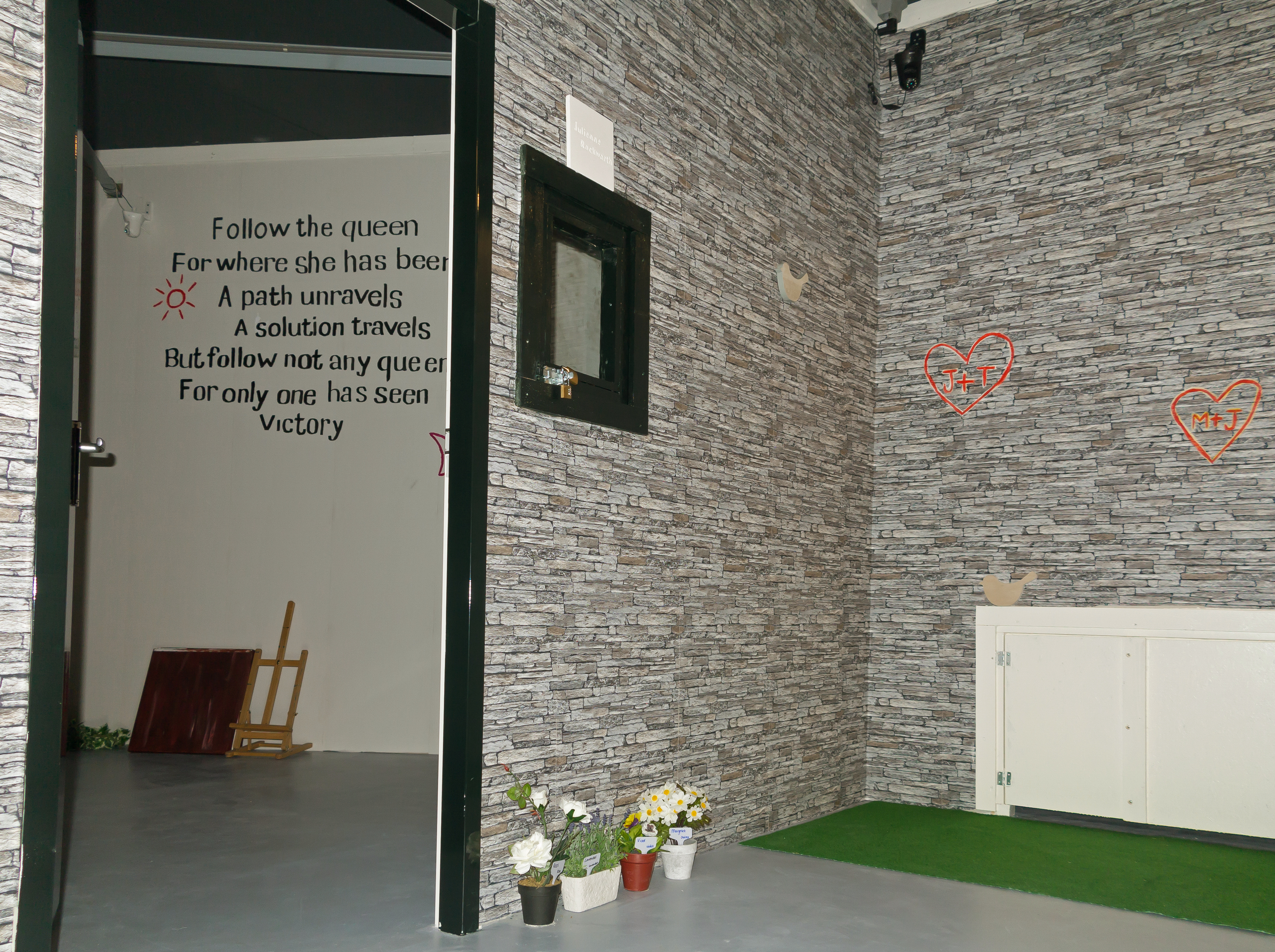
荷蘭烏特勒支的逃脫遊戲設施

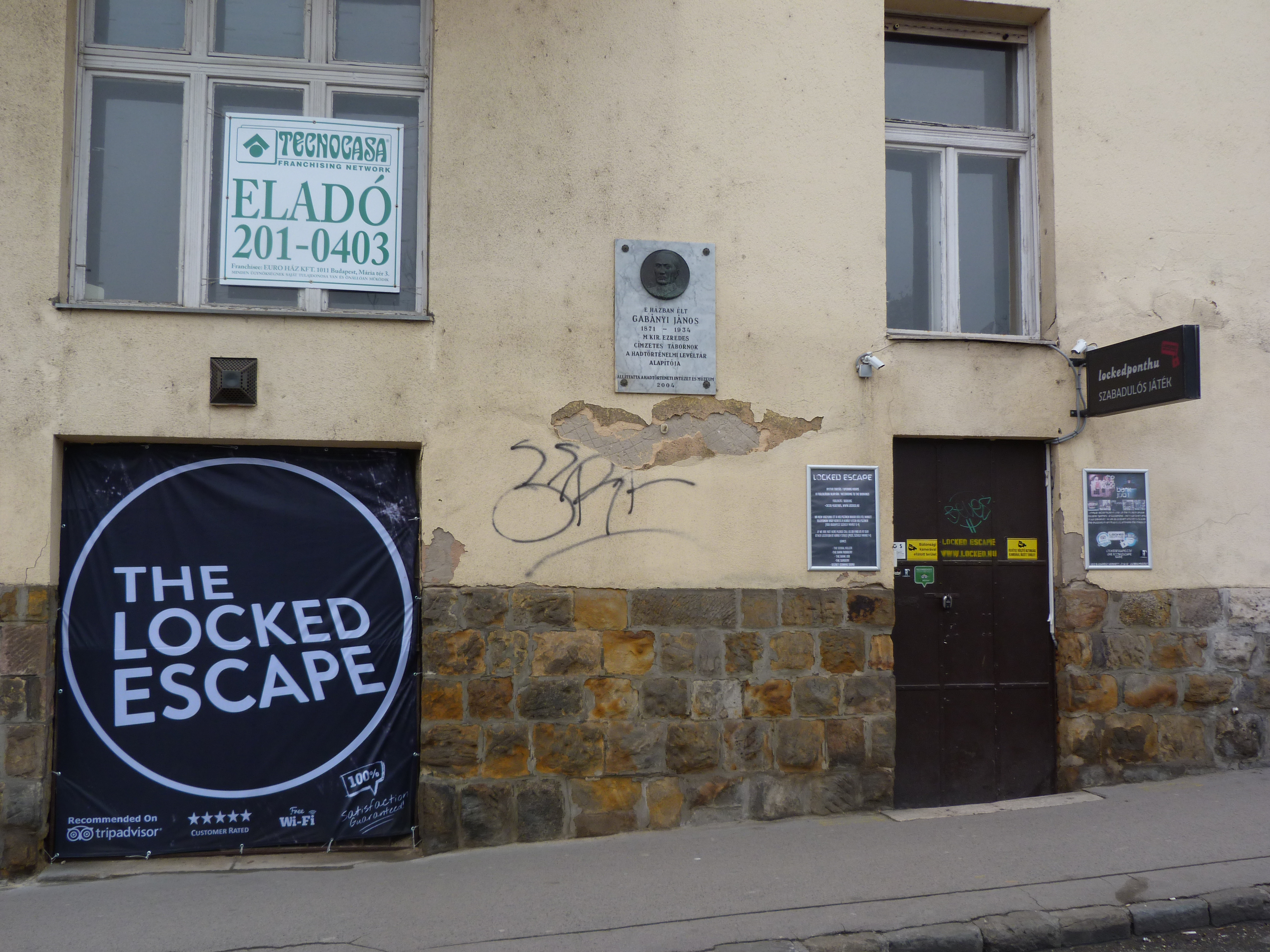
歐洲的逃脫遊戲場

密室逃脱是种廣泛的游戏类型，包括實景模式和電子模式。游戏中，玩家困在近乎密闭或會威胁自己的环境内，要以第一视角模式（或以第三视角模式扮演主人公）探索和利用身边物品或工具完成任务（通常是解开谜题），最终逃离区域。正因如此，此类游戏通常认为属于解谜冒险游戏的特殊分支。

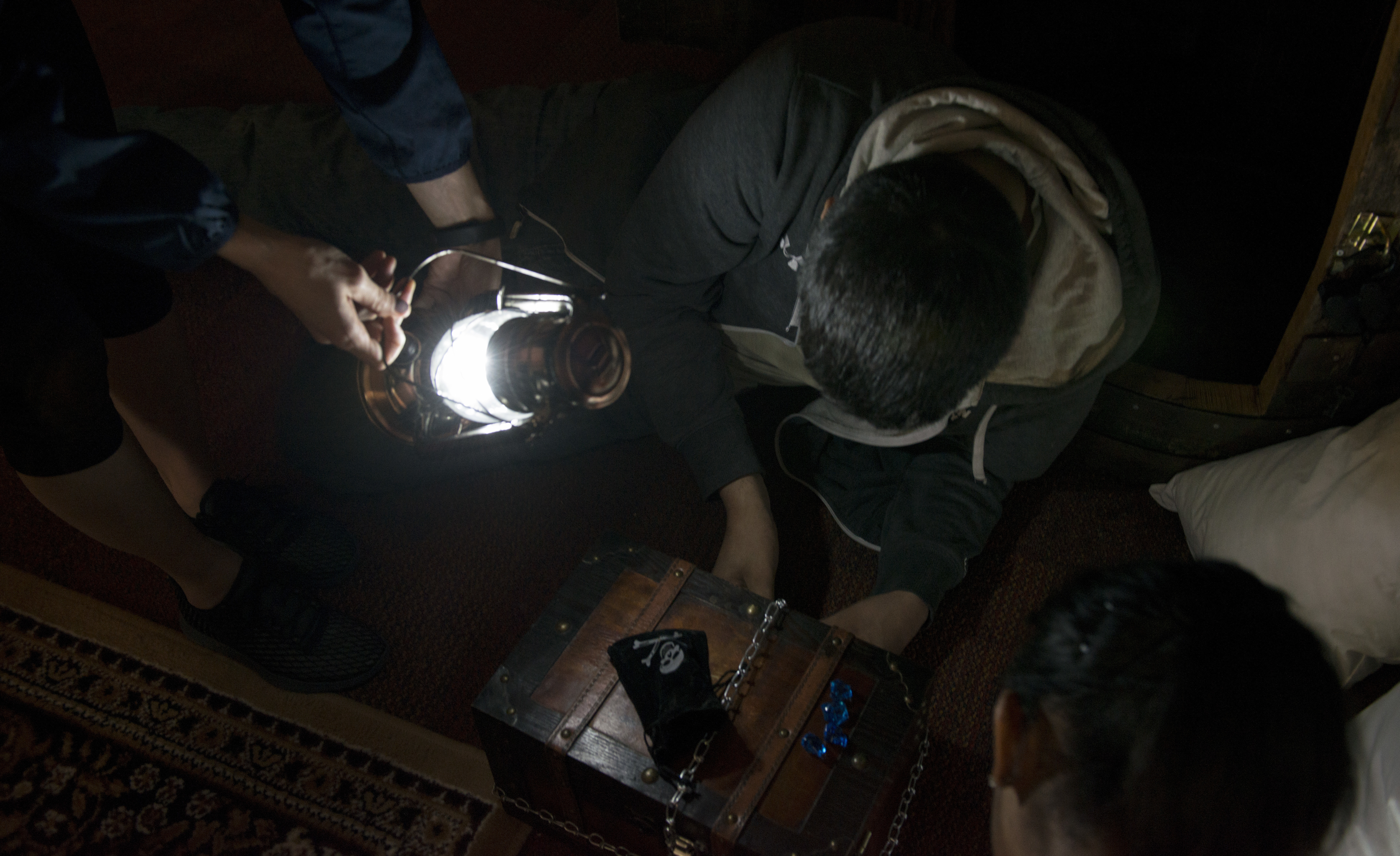
海盜風格真人逃脫

## 实景游戏

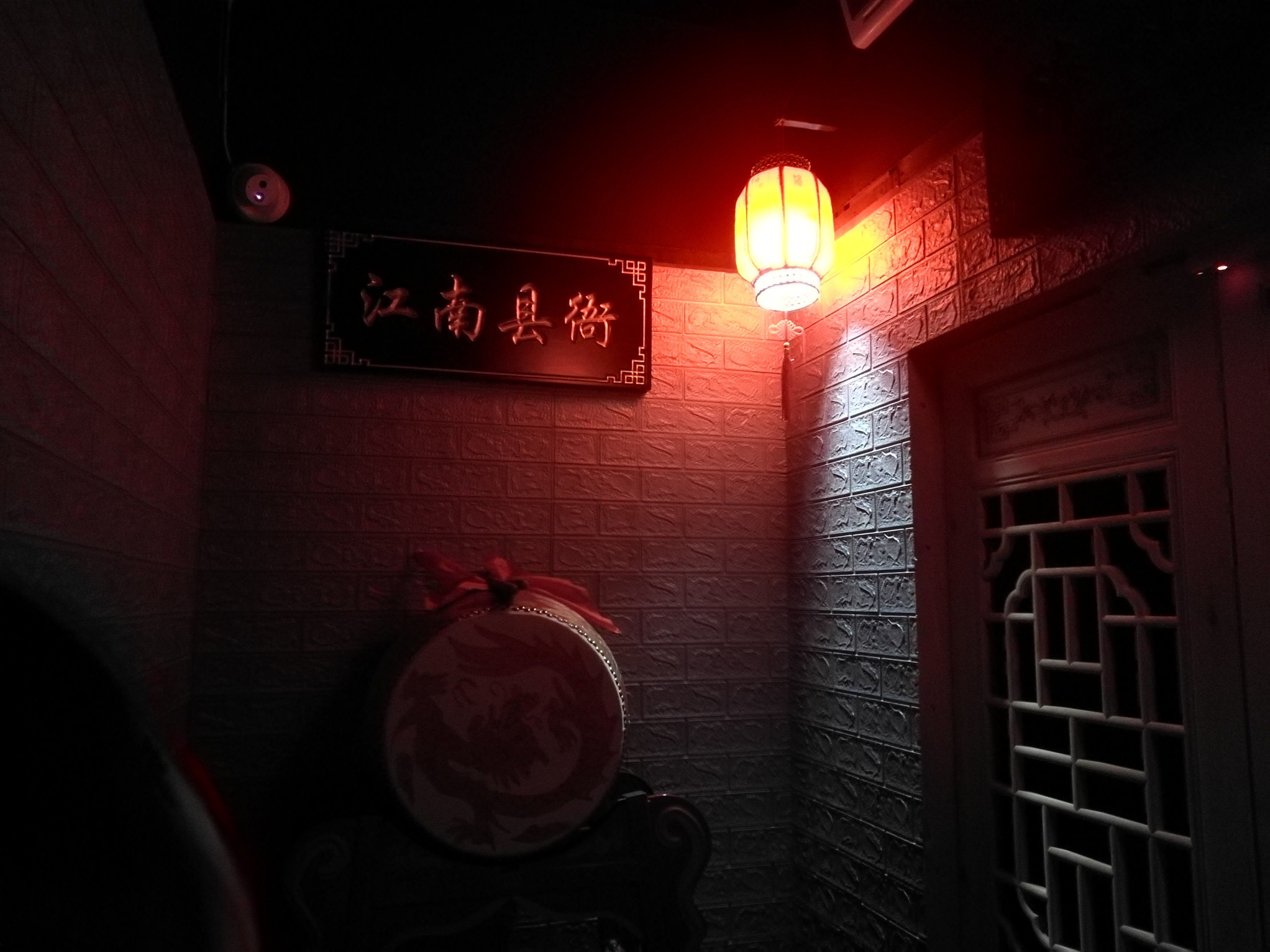
广德市密室逃脱体验馆内景，灯光昏暗，气氛逼真

实景游戏方面，密室逃脱多指单人或多人在特定场所的娱乐活动。游戏一般在设计逼真的场地中，玩家（身份、任务、故事剧情有時不同）要在限时内寻找线索、团队合作、层层解谜，完成任务脱离密室，过程一般在一至兩小時不等。该类游戏基于电子模式密室逃脱，又称为真人密室逃脱。
密室逃脫轉變為實景遊戲的起源是在2006年，美國矽谷有公司的系統程式員以推理小說家阿嘉莎·克莉絲蒂的作品為靈感，在現實中建造了一系列解謎場景作為公司團康活動，後來密室成為矽谷的景點。

## 电子游戏
电子游戏中，密室逃脱早期傾向作为游戏流程的环节或元素，这点在解谜冒险类中较常见，如：玩家角色陷入困境，要用自身努力脱离此地才能继续游戏。
随着Flash等新媒体出现，一些以Flash作载体的独立小型互动解谜游戏开始在网上出现，此类作品一般较短，鲜少有剧情，玩家的目标通常是解开谜题、顺利逃脱。此类型代表作有日本高木敏光制作的《四色房间》系列（包括CRIMSON ROOM、VIRIDAN ROOM、BLUE CHAMBER、WHITE CHAMBER）；另外由于高木敏光的“Takagism”过于经典，以至不少人用其代指密室逃脱，但以英语为主要语言的西方国家，密室逃脱更倾向称为“Escape room”。
由于掌上游戏机越趨流行、手机娱乐越发丰富，优秀的独立密室逃脱游戏开始在这些平台出现。掌上游戏机和手机方便携帶，游戏开始向长剧情多流程发展，玩家在游戏里要耗费更长时间，解开更多谜题，探索更多区域，而逃脱與否也不再成为唯一通关目标，成熟的媒体也為此类电子游戏带来更多可能。此類平台的代表作有未上锁的房间、极限脱出系列和鏽湖系列。

## 外部連結
- Fireproofgames-The Room（页面存档备份，存于）
- Rustylake（页面存档备份，存于）
- SCRAP（页面存档备份，存于）